# Mokšan
Mokšan (in russo Мокшан?) è un insediamento di tipo urbano della Russia europea centrale, situato nell'oblast' di Penza; è il centro amministrativo del distretto Mokšanskij.
Si trova sulle rive del fiume Mokša, 44 km a nord-ovest di Penza.